# 克里克伯夫
克里克伯夫（法語：Cricquebœuf，法語發音：[kʁikbœf] ⓘ）是法国卡尔瓦多斯省的一个市镇，属于利雪区。

## 地理
克里克伯夫（49°24'8"N, 0°8'44"E）面积1.85 平方千米，位于法国诺曼底大区卡爾瓦多斯省，该省份为法国西北部沿海省份，北濒大西洋英吉利海峡，东北与滨海塞纳省以海上边界相接，东临厄尔省，南至奧恩省，西与芒什省接壤。
与克里克伯夫接壤的市镇（或旧市镇、城区）包括：佩讷德皮、圣加蒂安德布瓦、滨海特鲁维尔、维莱维尔。

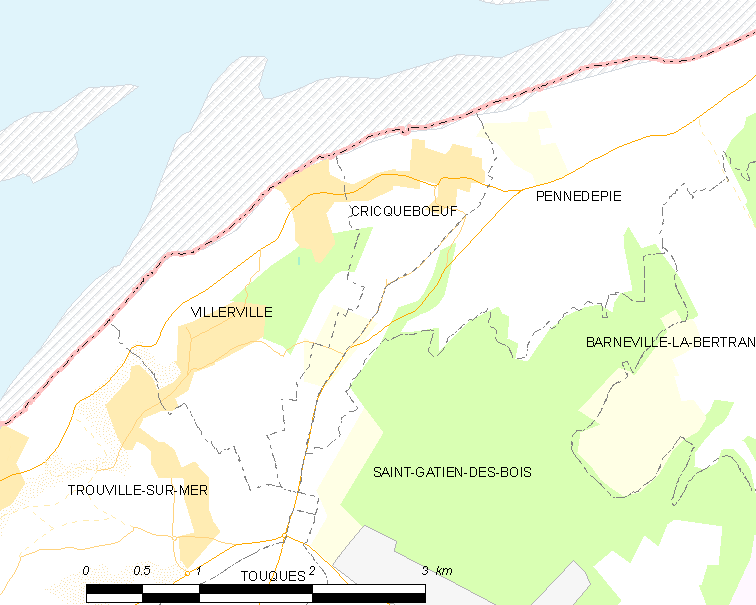
克里克伯夫的OSM定位图

克里克伯夫的时区为UTC+01:00、UTC+02:00（夏令时）。

## 行政
克里克伯夫的邮政编码为14113，INSEE市镇编码为14202。

## 政治
克里克伯夫所属的省级选区为翁弗勒尔-多维尔县。

## 人口

1962-2008年间克里克伯夫人口变化图示

克里克伯夫于2022年1月1日时的人口数量为266人。